# Залигін Сергій Павлович
Зали́гін Сергі́й Па́влович (23 листопада (6 грудня) 1913, с. Дурасівка — 19 квітня 2000, Москва) — радянський письменник, громадський діяч. Герой Соціалістичної Праці (1988), депутат Верховної Ради СРСР (1989—1991), академік РАН (1991)

## Біографія
Народився 23 листопада (6 грудня) 1913 в с. Дурасівка Стерлітамацького повіту Уфімской губернії (нині — с. Сухаревка Мелеузівського району) в родині продавця книжкового магазину.
Після закінчення школи у 1929 році Залигін навчається у Барнаульському сільськогосподарському технікумі, який закінчує у 1932 році, і недовго працює агрономом в Хакасії.
У 1933-39 навчається в Омському сільськогосподарському інституті на гідромеліоратівному факультеті, після закінчення якого працює за фахом. У ці роки починає працювати в газеті «Омська правда», публікуючи нариси й оповідання. У 1941 виходить перша збірка «Оповідання».
Під час війни працював старшим техніком-гідрологом на полярній станції Салехард Сибірського військового округу, потім керівником гідрографічних робіт на Середній і Нижній Обі. Матеріал, накопичений тут, став основою книги «Північні оповідання», яка вийшла в 1947 році.
У 1948 Залигін захистив дисертацію і протягом десяти років завідував кафедрою меліорації в Омському сільськогосподарському інституті. За ці роки були написані книги: «Навесні нинішнього року» (1954), «Червоний конюшина» (1955), повість «Свідки» (1956).
У 1958 переїжджає в Новосибірськ, працює у Сибірському відділенні АН СРСР, багато їздить у складі лісових експедицій по Західному Сибіру і Алтаю.
Зустріч з О. Твардовським змушує його усвідомити, що справжнє його покликання — література. Від оповідань він переходить до створення великих творів. У 1962 в журналі «Новий світ» з'являється роман «Шлях Алтаю», який мав великий успіх. У 1964 Твардовський публікує повість Залигіна «На Іртиші». Залигін-письменник невіддільний від Залигіна-громадянина: багато років веде боротьбу за порятунок величезних територій Півночі від затоплення, розпочату ще в 1962 статтею «Ліси, землі, води» і продовжував до кінця життя.
Протягом восьми років поєднує наукову роботу з літературою, активно публікуючись у Новосибірську та Москві. Нарешті Залигін залишає викладацьку та наукову діяльність, віддавши весь час і сили літературній творчості. Переїжджає до Москви, веде семінари прози в літературному інституті.
У 1967 був опублікований роман «Солона падь», в 1975 — «Комісія». Як вчений він не міг пройти повз теми «Людина і НТП», і в 1970 — 1980-ті роки вона по-новому зазвучала в його творчості: роман «південноамериканський варіант» (1973), оповідання «Жінка і НТП». Перу Залигіна належать статті про Л. Толстого, О. Пушкіна, М. Гоголя, А. Платонова, В. Распутіна, В. Шукшин і багатьох інших. У 1982 — 85 був написаний роман «Після бурі». У 1987 була випущена його книга «Критика, публіцистика»; в 1988 — книга «Три пункту буття» (роман, повісті, оповідання) і збірник публіцистичних нарисів «Позиція»; в 1991 — «Проза. Публіцистика».
З 1985 і до кінця життя Залигін успішно керував російським журналом — «Новый мир».